# 2016年夏季殘疾人奧林匹克運動會馬術比賽
2016年夏季帕拉林匹克運動會的馬術比賽在9月11日至16日於國家馬術中心舉行。本屆比賽將會產生11面金牌，全部都是混合性別及盛裝舞步項目。

## 比賽分級
殘疾人奧林匹克運動會馬術比賽是供除了智能障礙外的傷殘運動員參加的項目。按照運動員的殘障分級，可以分為6個級別，等級愈低代表殘障程度愈高：
- Ia級：此級別的運動員在軀幹及4肢都有嚴重的殘障。此等級的運動員需要使用輪椅。
  - 殘障的種類包括軀幹及3條肢體或以上都失去大部份活動能力。
- Ib級：此級別的運動員主要有嚴重的軀幹殘障及上肢有殘障，或是4肢及軀幹都有中度的殘障等。此等級的運動員通常需要使用輪椅。
  - 殘障的種類包括4肢都失去大部份活動能力，或者是軀幹及2條下肢都失去大部份活動能力等。
- II級：此級別的運動員包括2條下肢有較嚴重的殘障，或4肢及軀幹都有殘障等。此等級的運動員可能需要使用輪椅。
  - 殘障的種類包括失去2條下肢，其中不同邊的上下肢皆有殘障如截肢，其中1邊的上下肢及軀幹皆有殘障如截肢等（以上皆為失去整條肢體）。
- III級：此級別的運動員包括2條上肢有較嚴重的殘障，或4肢有中度的殘障或B1級視覺殘障等。此等級的運動員通常不需要使用輪椅。
  - 殘障的種類包括其中1邊的上下肢皆有殘障如截肢（主要是失去半條肢體），失去整條上肢或下肢的下半部，以及B1級視覺殘障等。
- IV級：此級別的運動員有輕度的肌肉強度及活動障礙、1至2條肢體有殘障或B2級視覺殘障等。
  - 殘障的種類包括失去1至2條的上肢或下肢（主要是失去半條肢體），或是4肢都有輕度活動障礙，以及B2級視覺殘障等。
- V級：此級別的運動員不能夠參加殘疾人奧林匹克運動會馬術比賽。
  - 殘障的種類包括上肢或軀幹失去部份活動能力、B3級視覺殘障、失聰、智能障礙、難以分辨的殘障如關節衰退及器官上的疾病等。
- 詳細的殘障分級可以參閱國際馬術總會的網頁[4]。

## 比賽規則
- 團體項目必須由3至4位代表相同國家的運動員組，其中1位必須為Ia級、Ib級或II級，而相同級別的運動員不能超過2位。團體項目的分數為分數最高的3位相同國家的運動員的總和，而分數最高的國家則勝出比賽。
- 團體項目的分數分為兩部份：團體錦標賽及個人錦標賽。每個級別會分開比賽。此外，個人錦標賽的分數亦會用於決定個人錦標賽的獎牌及排名。
- 沒有參加團體項目的個人項目運動員亦需要參加團體錦標賽，但是該分數並不會計算在任何項目的獎牌上。
- 團體錦標賽及個人錦標賽的比賽規則基本上相同：
  - 每位運動員都必須進行一系列指定動作，而團體錦標賽及個人錦標賽會使用不同的指定動作。
  - Ia級、Ib級及II級的比賽場地為20米×40米；而III級及IV級則為20米×60米。場地周圍會用低欄柵包圍。
  - 場地會設置指定數量的標識，令運動員知道在那處開始比賽，進行指定動作如轉向、疾步，以及完成比賽。Ia級、Ib級及II級將會有8個標識，而II級及IV級則有12個。
- 個人自選動作項目的比賽規則與錦標賽不相同，運動員除了要完成部份動作外，表現的形式、方式及背景音樂都是由運動員自行決定。
- 個人自選動作項目的參賽資格是以運動員於團體錦標賽及個人錦標賽的分數來決定。只有分數最高的1/3運動員才可以參賽。如果分數最高的1/3運動員少於7人，則分數前7名獲得參賽資格。
- 比賽會由5位裁判按每個動作給予0至10分，分差為0.5分。此外亦會對整體表現給予整體分數。之後這些分數會轉化成百分比，百分比最高的運動員勝出比賽[5]。
- 詳細規則可參閱國際馬術總會的網頁[6]。

## 參賽資格
每個國家最多可以獲分配5個參賽名額，其中外卡名額是分配給運動員，而其他資格賽名額則是分配給國家。
如果該國家獲得3至4個個人賽參賽名賽，而未能符合以下的條件，該運動員可以只參加個人項目。如果符合以下條件，則必須參加團體項目：
- 其中1位運動員的級別為Ia級、Ib級或II級；
- 每個級別有最多只有2位運動員。

參賽的運動員必須獲得「確認」或「複審」（複審日期為2016年12月31日之後）的分級認證。而運動員及其馬匹必須於2014年1月1日至2016年6月19日期間於指定級別的比賽中（包括個人或團體項目）獲得百分比分數60或以上。
| 資格賽                         | 日期                  | 地點         | 詳細 | 名額 | 獲得資格國家 |
| ------------------------------ | --------------------- | ------------ | --- | ---- | --- |
| 主辦國                         | 2009年10月2日         | 丹麦哥本哈根 | 主辦國直接獲得4個參賽資格。 如果主辦國於2014年FEI世界馬術大賽獲得參賽名額，此名額將分配至殘障馬術團體排名參賽名額。 | 4    | 巴西 |
| 2014年FEI世界馬術大賽          | 2014年8月23日至9月7日 | 法國諾曼第   | 比賽的前3名隊伍獲得4個參賽資格。 | 12   | 英国 · 荷兰 · 德国 |
| FEI殘障馬術團體排名參賽名額    | 2016年1月31日         | 不適用       | 排名前7名的隊伍獲得4個參賽名額。 排名是按照參賽國家於2014年11月1日至2016年1月31日期間成績最佳的2場比賽的總分數。 | 28   | 意大利 · 比利时 · 奥地利 · 挪威 · 美国 · 丹麦 · |
| 殘障馬術地區性團體排名參賽名額 | 2016年1月31日         | 不適用       | 下列地區於團體排名最高的國家獲得4個參賽名額。 地區包括：非洲、美洲、亞洲、大洋洲 如果該地區沒有合資格的隊伍，名額將分配至填補剩餘名額方法。                                                                                              | 16 7 | 美洲： · 加拿大 · 亞洲： · 新加坡 |
| FEI殘障馬術個人排名參賽名額    | 2016年1月31日         | 不適用       | 下列地區於個人排名最高的2位運動員獲得參賽名額。 地區：非洲、美洲、亞洲、歐洲、大洋洲 此名額只限於沒有從上述方法獲得名額的國家。 如果該地區沒有合資格的運動員，名額將分配至填補剩餘名額方法。                                             | 10 7 | 非洲： · 南非 · 美洲： 墨西哥 · 阿根廷 · 亞洲： · 中国香港 · 日本 · 歐洲： · 俄罗斯 · 瑞典                                                                 |
| 外卡名額                       | 2016年3月15日         | 不適用       | 由FEI及IPC選擇適合的運動員。 必須向FEI於2016年3月15日或之前提交申請。 沒有使用的名額將分配至填補剩餘名額方法。 | 3    | 葡萄牙 · 乌拉圭 · 斯洛伐克 |
| 填補剩餘名額方法               | 2016年1月31日         | 不適用       | FEI會按照個人排名（截止於2016年1月31日）依次序分配名額。 如果該國家已經從上述方法（除外卡名額）獲得參賽名額，FEI會按照名額數目將該國家名次最高的相同數目運動員從排名中刪去再進行分配。 此外，每個國家最多只能從所有方法獲得5個參賽名額。 | 5 17 | 英国 · 芬兰 · 拉脱维亚 · 荷兰 · 爱尔兰 · 俄罗斯 · 芬兰 · 法国 · 捷克 · 瑞士 · 俄罗斯 · 丹麦 · 瑞士 · 法国 · 法国 · 法国 · 波兰 · 美国 · 法国 · 瑞典 · 德国 |
| 總計                           |                       |              | | 76   | |

## 時間表
| ● | 預賽 | ● | 決賽 |

| 錦標賽    |  |  |  |  |   |   |   |   |   |   |  |  |
| 個人Ia級  |  |  |  |  |   |   |   |   | ● |   |  |  |
| 個人Ib級  |  |  |  |  |   |   |   | ● |   |   |  |  |
| 個人II級  |  |  |  |  |   |   |   |   | ● |   |  |  |
| 個人III級 |  |  |  |  |   |   | ● |   |   |   |  |  |
| 個人IV級  |  |  |  |  |   |   |   | ● |   |   |  |  |
| 團體      |  |  |  |  | ● | ● | ● | ● | ● |   |  |  |
| 自選動作  |  |  |  |  |   |   |   |   |   |   |  |  |
| 個人Ia級  |  |  |  |  |   |   |   |   |   | ● |  |  |
| 個人Ib級  |  |  |  |  |   |   |   |   |   | ● |  |  |
| 個人II級  |  |  |  |  |   |   |   |   |   | ● |  |  |
| 個人III級 |  |  |  |  |   |   |   |   |   | ● |  |  |
| 個人IV級  |  |  |  |  |   |   |   |   |   | ● |  |  |

## 獎牌得主
| 項目               | 金牌                                                                         | 银牌                                                                             | 铜牌                                                                               |
| 錦標賽             |                                                                              |                                                                                  |                                                                                    |
| 個人Ia級 （詳細）  | Sophie Christiansen · 英国（GBR）                                            | Anne Dunham · 英国（GBR）                                                        | Sergio Oliva · 巴西（BRA）                                                         |
| 個人Ib級 （詳細）  | Pepo Puch · 奥地利（AUT）                                                    | 李·皮尔逊 · 英国（GBR）                                                          | Stinna Kaastrup · 丹麦（DEN）                                                      |
| 個人II級 （詳細）  | 娜塔莎·贝克 · 英国（GBR）                                                    | Demi Vermeulen · 荷兰（NED）                                                     | Rixt van der Horst · 荷兰（NED）                                                   |
| 個人III級 （詳細） | Ann Cathrin Lubbe · 挪威（NOR）                                              | Susanne Sunesen · 丹麦（DEN）                                                    | Louise Etzner Jakobsson · 瑞典（SWE）                                              |
| 個人IV級 （詳細）  | Sophie Wells · 英国（GBR）                                                   | Michèle George · 比利时（BEL）                                                   | Frank Hosmar · 荷兰（NED）                                                         |
| 團體 （詳細）      | 英国（GBR） · 娜塔莎·贝克 · Sophie Wells · Anne Dunham · Sophie Christiansen | 德国（GER） · Alina Rosenberg · Carolin Schnarre · Steffen Zeibig · Elke Philipp | 荷兰（NED） · Nicole den Dulk · Frank Hosmar · Demi Vermeulen · Rixt van der Horst |
| 自選動作           |                                                                              |                                                                                  |                                                                                    |
| 個人Ia級 （詳細）  | Sophie Christiansen · 英国（GBR）                                            | Anne Dunham · 英国（GBR）                                                        | Sergio Oliva · 巴西（BRA）                                                         |
| 個人Ib級 （詳細）  | 李·皮尔逊 · 英国（GBR）                                                      | Pepo Puch · 奥地利（AUT）                                                        | Stinna Kaastrup · 丹麦（DEN）                                                      |
| 個人II級 （詳細）  | 娜塔莎·贝克 · 英国（GBR）                                                    | Rixt van der Horst · 荷兰（NED）                                                 | Steffen Zeibig · 德国（GER）                                                       |
| 個人III級 （詳細） | Sanne Voets · 荷兰（NED）                                                    | Ann Cathrin Lubbe · 挪威（NOR）                                                  | Louise Etzner Jakobsson · 瑞典（SWE）                                              |
| 個人IV級 （詳細）  | Michèle George · 比利时（BEL）                                               | Sophie Wells · 英国（GBR）                                                       | Frank Hosmar · 荷兰（NED）                                                         |

## 獎牌榜
| 排名                | 代表团              | 金牌 | 銀牌 | 銅牌 | 总计 |
| ------------------- | ------------------- | ---- | ---- | ---- | ---- |
| 1                   | 英国（GBR）         | 7    | 4    | 0    | 11   |
| 2                   | 荷兰（NED）         | 1    | 2    | 4    | 7    |
| 3                   | 奥地利（AUT）       | 1    | 1    | 0    | 2    |
| 3                   | 比利时（BEL）       | 1    | 1    | 0    | 2    |
| 3                   | 挪威（NOR）         | 1    | 1    | 0    | 2    |
| 6                   | 丹麦（DEN）         | 0    | 1    | 2    | 3    |
| 7                   | 德国（GER）         | 0    | 1    | 1    | 2    |
| 8                   | 巴西（BRA）         | 0    | 0    | 2    | 2    |
| 8                   | 瑞典（SWE）         | 0    | 0    | 2    | 2    |
| 总计（共9个代表团） | 总计（共9个代表团） | 11   | 11   | 11   | 33   |

## 外部連結
- 官方网站（葡萄牙文）（英文）（西班牙文）（法文）
- 國際馬術總會（页面存档备份，存于）（英文）